# Hooligans (film, 2005)
 (septembre 2016).
Si vous disposez d'ouvrages ou d'articles de référence ou si vous connaissez des sites web de qualité traitant du thème abordé ici, merci de compléter l'article en donnant les références utiles à sa vérifiabilité et en les liant à la section « Notes et références ».
Pour le film de 1995, voir Hooligans (film, 1995).
Série
Hooligans 2
(2009)
Pour plus de détails, voir Fiche technique et Distribution.
Hooligans (Green Street Hooligans) est un film américano-britannique écrit et réalisé par Lexi Alexander, sorti en 2005.

## Synopsis
Matt Buckner est renvoyé de l'Université Harvard, son camarade de chambre ayant dissimulé de la cocaïne dans son armoire.
Il décide alors de traverser l'Atlantique pour rendre visite à sa sœur, Shannon Dunham, qui vient d'avoir un enfant. À Londres, il rencontre Pete Dunham, frère du mari de Shannon et leader du GSE (Green Street Elite), un groupe de supporter hooligan très engagé du club de West Ham United. Matt se retrouve petit à petit entraîné dans ce groupe dont la fraternité l'attire.

## Fiche technique
- Titre original : Green Street Hooligans
- Réalisation : Lexi Alexander
- Scénario : Lexi Alexander, Dougie Brimson et Josh Shelov
- Production : Deborah Del Prete, Gigi Pritzker, Donald Zuckerman, Alexander Buono, Jon S. Baird et Lexi Alexander
- Sociétés de production : Baker Street et Odd Lot Entertainment
- Musique : Christopher Franke
- Photographie : Alexander Buono
- Montage : Paul Trejo
- Décors : Tom Brown
- Costumes : Alexandra Caulfield et John Krausa
- Pays de production : États-Unis et Royaume-Uni
- Format : couleurs - 2,35:1 - Dolby Digital - 35 mm
- Genre : drame, action
- Durée : 109 minutes
- Dates de sortie :
  - États-Unis : mars 2005 (South by Southwest Film Festival); 9 septembre 2005 (sortie limitée)
  - Royaume-Uni : 9 septembre 2005
  - Belgique : 4 janvier 2006
  - France : 31 mai 2006
- Interdit en salles aux moins de 16 ans en France[1].

## Distribution
- Elijah Wood (VF : Alexandre Gillet) : Matthew « Matt » Buckner
- Charlie Hunnam (VF : Thierry Ragueneau) : Pete Dunham
- Claire Forlani (VF : Déborah Perret) : Shannon Dunham
- Marc Warren (VF : Guillaume Lebon) : Steve Dunham
- Leo Gregory (VF : Vincent Barazzoni) : Bovver
- Geoff Bell : Tommy Hatcher
- Terence Jay (VF : Vincent de Bouard) : Jeremy Van Holden
- Henry Goodman : Carl Buckner
- Rafe Spall (VF : Vincent Ropion) : Swill
- Kieran Bew (VF : Jean-François Cros) : Ike
- Ross McCall (VF : Julien Chatelet) : Dave Miller
- Francis Pope (VF : Ludovic Baugin) : Ned
- Christopher Hehir : Keith
- Joel Beckett : Terry
- David Carr : Clive
- Scott Christie : Ricky

## Autour du film
- Le tournage a débuté en avril 2004 et s'est déroulé à Boston, à l'Université Harvard et Los Angeles aux États-Unis, ainsi que Londres (aéroport de Londres-Heathrow, Millwall, le stade Boleyn Ground…) et Macclesfield au Royaume-Uni.
- À noter, les apparitions de Cass Pennant, célèbre hooligan de la fin des années 1970 et l'un des leaders de l'Inter City Firm, en tant que policier anti-émeutes à la gare de Manchester, ainsi que celle de Frank McAvennie, ancien footballeur d'Aston Villa FC, Celtic FC et West Ham United FC dans son propre rôle.
- De véritables hooligans ont joué leur propre rôle aux côtés des acteurs principaux.
- Le film a failli ne jamais voir le jour, l'Angleterre voulait éviter tout scandale et que l'on reparle du hooliganisme de son pays, il était donc difficile d'obtenir des autorisations pour filmer dans les stades. Ce sont trois femmes qui se sont occupées du film faisant ainsi naître des polémiques machistes. En Allemagne, le film a été interdit de diffusion au cinéma pour éviter toute polémique avant la Coupe du monde 2006.
- Deux suites sont sorties, une en 2009 sous le titre Hooligans 2 (Green Street Hooligans 2) et une en 2014 sous le titre Green Street 3: Never Back Down.
- Le seul personnage du premier volet à apparaitre dans le deuxième est Dave (Ross McCall).

## Box office
- Mondial : 3.154.347 $
- États-Unis : 346.830 $ (11 %)
- Royaume-Uni : 1.163.324 £ (271.849 entrées[2])
- France : 100.626 entrées[2]
- Belgique : 26.829 entrées[2]

## Bande originale
- Shame, interprété par Terence Jay
- Run from the Pigs, interprété par Terence Jay
- Only When I Laugh, interprété par Ken Jones
- Hooligan Drums, interprété par Ivan Koutikov
- The Strength of One, interprété par Christopher Mann
- A No Win Situation, interprété par Christopher Mann
- Queen's English, composé par Peter Batchelder, Daniel Holter et Vinny Millevolte
- Waterfall, interprété par The Stone Roses
- I Wanna Be Adored, interprété par The Stone Roses
- I'm Forever Blowing Bubbles, composé par Jaan Kenbrovin et John Kellette
- Def Beat, interprété par Junkie XL
- Seasick, composé par Willie Scott
- One Kick Beyond, interprété par Junkie XL
- Stand Your Ground, interprété par Acarine
- Morning Song, interprété par Junkie XL
- One Blood, interprété par Terence Jay
- Test of a Man, interprété par Dash Mihok (générique de fin)
- Moving On, interprété par Must

## Récompenses
- Prix du meilleur film, lors du Festival du film La Femme 2005.
- Prix du meilleur film, lors du Festival du film de Malibu 2005.